# Kulturverlust
Der Begriff Kulturverlust bezeichnet in der Soziologie das teilweise oder gänzliche Wegfallen von bestimmten Elementen, die Kultur ausmachen. Diese Elemente sind z. B. Normen, Werte, Traditionen oder Fähigkeiten.
Dieser Kulturverlust kann eine Vielzahl von Ursachen haben, etwa:
- Gesellschaftliche Modernisierung
- Umgestaltungsprozesse
- Technische Innovationsprozesse
- Landnahme, Invasion oder Besatzung
- (vermeintliche) Überfremdung

## Negative Deutung des Begriffs
Seit den 1970er Jahren wird der Begriff Kulturverlust oft im Zusammenhang mit dem Verlust der traditionellen Wert- und Normensysteme und Institutionen in Ländern der Dritten Welt verwendet, wenn diese versuchen, ihre Kultur den westlichen Idealen anzupassen.